# حوض اللوكوس (زوادة)
حوض اللوكوس هي إحدى مشيخات المملكة المغربية، تتبع جغرافيا لإقليم العرائش وإداريًا لزوادة. يقدر عدد سكانها بـ 8088 نسمة حسب الإحصاء الرسمي للسكان والسكنى لسنة 2004.